# Lluís Armet i Coma
Lluís Armet i Coma (Barcelona 14 de gener de 1945) és un polític socialista català.

## Trajectòria
Llicenciat en ciències econòmiques, el 1961 inicià la seva activitat política com a responsable de la Federació Nacional d'Estudiants de Catalunya. De 1961 a 1965 milità al Front Nacional de Catalunya, de 1972 a 1976 a la Unió Sindical Obrera (USO) i del 1976 al 1995 a la Unió General de Treballadors (UGT). Especialista en organització i planificació empresarial, ha treballat en el sector d'assegurances i d'editorials, fou el cap d'estudis de mercat d'una empresa elèctrica catalana i després treballà com a responsable de temes d'estructura financera i política monetària en el servei d'estudis d'un banc.
El 1974 ingressà a Convergència Socialista de Catalunya i el 1978 participà en la constitució del Partit dels Socialistes de Catalunya (PSC-PSOE). Ha sigut conseller de Política Territorial i Obres Públiques de la Generalitat de Catalunya (1979-80), diputat al Parlament de Catalunya a les eleccions de 1980, 1984, 1988, 1992, 1995 i 1999. Ha sigut president de les Comissions de Reglament Interior i de Política Territorial del Parlament de Catalunya (1980-1984) i membre de la Diputació Permanent (1984-95).
També ha sigut primer tinent d'alcalde de Barcelona de 1987 a 1995, senador del 1996 al 1999 i president de l'Associació per a les Nacions Unides a Espanya (1996-99). El 2001 fou elegit pel Senat conseller del Tribunal de Comptes d'Espanya, càrrec pel qual fou tornat a elegir pel mateix Senat l'any 2012. L'any 2018 renuncià al càrrec alegant motius personals.